# 영상 (전한)
영상(靈常, ? ~ 기원전 182년)은 전한의 군인이다. 개국공신 서열 119위로 양의후(陽義侯)에 봉해졌다.

## 행적
한왕 5년(기원전 202)에 형(荊)나라 영윤(令尹)으로서 처음 종군하였고, 종리말(鍾離昩) · 이기(利幾)를 쳐서 평정하였다. 이후 한나라에서 대부(大夫)가 되었고 한신(韓信)을 쳤으며, 돌아와 중위(中尉)가 되었고 영포(英布) 정벌에 종군하였다. 공적을 인정받아 양의후에 봉해졌고, 식읍 2천 호를 받았다.

## 중위 재임 시기
중위가 된 후 영포를 쳤다는 기록상 임명 시기가 고제 12년(기원전 195)경으로 비정되나, 이는 당려(唐厲)의 중위 취임 추정 시기와 겹친다. 짧은 기간 동안 각각 중위를 지낸 것으로 보이나, 선후 관계는 알 수 없다.

## 출전
- 사마천, 《사기》권18하 고조공신후자연표(高祖功臣侯者年表)

| 전임 척새? 당려? | 전한의 중위 기원전 196년? 195년? ~ ? | 후임 당려? 복? |

|  | 전한의 양의후 기원전 195년 음력 10월 임인일 ~ 기원전 182년 | 후임 아들 양의공후 영하 |